# Игор Павлюк
Игор Павлюк  (на украински: І́гор Зино́війович Павлю́к) е украински поет от Волинска област.
Роден е на 1 януари 1967 г. във Волинска област. Завършил е Ленинградското висше военно инженерно-строително училище и Факултета по журналистика в Лвовския национален университет „Иван Франко“.
Доктор на науките, старши научен сътрудник в Института за литература „Тарас Шевченко“ при Националната Академия на науките на Украйна.
Автор е на 45 книги, сред които на английски език „The angel (or) English language?“, „Catching Gossamers“ (Ню Йорк, 2011), „Полет над Черно море“ (САЩ, EC Publishing LLC), (A Flight over the Black Sea), 2019 (стихотворения на Игор Павлюк на английски. Преведено от украински от Стивън Комарницкий).
Лауреат е на Народна Шевченковска премия, на литературните награди „В. Симоненко“, „Б. Нечерда“, „Н. Гогол“, „Триумф“, „М.Шашкевич“, „Г.Скорворода“, победител на английски ПЕН клуб (2013).
Негови творби са превеждани на английски, японски, руски, полски, латвийски; използвани са за театрални спектакли и за песни.